# Dangan Runner
Dangan Runner – japoński film z 1996 roku, debiut reżyserski Hiroyukiego Tanaki.
Przez swą budowę film jest często porównywany z nakręconym dwa lata później niemieckim Biegnij, Lola, biegnij Toma Tykwera.